# Customised Applications for Mobile networks Enhanced Logic
CAMEL (ang. Customised Application for Mobile network Enhanced Logic) – funkcjonalność sieci GSM i UMTS umożliwiająca abonentom będącym w roamingu korzystanie z usług udostępnianych w ich macierzystej sieci, bazujących na platformie sieci inteligentnych. Przykładem takiej usługi może być naliczanie opłat za rozmowę abonentom rozliczającym się w systemie prepaid. 
Technologia CAMEL używana jest także czasami w serwisach oferujących usługi abonentom znajdującym się w macierzystej sieci, ponieważ została zaprojektowana specjalnie dla standardów GSM/UMTS i potrafi wykorzystać specyficzne dla nich funkcjonalności (np. wysyłanie do sieci (poprzez HLR) zapytania o status lub lokalizację abonenta, lub obsługa funkcjonalności USSD przez aplikacje uruchomione na platformie sieci inteligentnych, np. podczas zasilania konta prepaid za pomocą popularnych „kart zdrapek”). 

## Przykład połączenia z wykorzystaniem standardu CAMEL
Większość operatorów umożliwia kontakt z pocztą głosową poprzez wybór krótkiego, 4 cyfrowego numeru (np. w SIMPLUSie jest to 2222) zamiast wybierania pełnego numeru, zawierającego prefix kraju i operatora (w tym przypadku +48601222222). Problem występuje, gdy np. użytkownik SIMPLUSa wybierze numer skrócony przebywając za granicą, gdyż numer ten może nie występować w zagranicznej sieci lub może być przypisany innej usłudze. W tym przypadku CAMEL zapewnia dostęp do usług, gdy korzystamy z roamingu. W momencie, gdy abonent loguje się do zagranicznej sieci (VPLMN), otrzymuje ona od sieci macierzystej (HPLMN) informacje o usługach, jakie muszą być świadczone dla tego abonenta. W naszym przykładzie, gdy abonent wybierze numer 2222, zagraniczna sieć zawiesi to połączenie i „poinformuje” sieć macierzystą abonenta o tym zdarzeniu. Następnie sieć macierzysta prześle instrukcje sieci zagranicznej w jaki sposób ma ona dalej postąpić: kontynuować połączenie bez zmian, dodać pewne informacje np. prefix czy zawiesić połączenie. Wszystkie te operacje wprowadzają niewielkie tylko opóźnienie.

## Fazy implementacji standardu CAMEL
Standard CAMEL jest precyzowany w fazach. Do roku 2007 powstały 4 fazy standardu, każda z nich zbudowana w oparciu o fazę wcześniejszą. Fazy numer 1 oraz 2 zostały sprecyzowane przed powstaniem specyfikacji sieci 3G, więc nie wspierają usług sieci inteligentnych wewnątrz sieci GSM, chociaż odnoszą się one do sieci 2.5G i 3G. Faza 3 została zdefiniowana dla 3GPP Publikacje 99 i 4. Faza 4 została zdefiniowana jako część Publikacji nr 5 3GPP.
W połączeniu z innymi specyfikacjami GSM, fazy późniejsze powinny być całkowicie kompatybilne wstecz z fazami wcześniejszymi. Odpowiedzialna jest za to procedura negocjacji Transaction Capabilities Application Part (TCAP) Application Context (AC). Każda faza standardu CAMEL posiada własną wersję AC.

### Faza 1
Standard CAMEL w Fazie 1 definiował tylko podstawy usług kontroli połączeń, wprowadzał koncept Basic Call State Model (BCSM) do Sieci Inteligentnych. Faza 1 dała gsmSCF możliwość zawieszania połączeń, kontynuacji połączenia bez zmian albo modyfikacji skończonej liczby parametrów połączenia zanim dochodziło ono do skutku. gsmSCF mógł również monitorować status połączenia dla różnych zdarzeń (inicjacja połączenia i rozłączenie).
Faza 1 została zdefiniowana jako część Publikacji nr 96 w 1997 roku.

### Faza 2
Standard CAMEL w Fazie 2 rozszerzał możliwości zdefiniowane w Fazie 1. Oprócz świadczenia usług identycznych jak w Fazie 1, Faza 2 zawierała m.in.:
- Dodatkowe punkty detekcji zdarzeń;
- Interakcje pomiędzy abonentem a usługą za pomocą wiadomości tekstowych i nagranych informacji głosowych;
- Kontrolę długości połączenia oraz przesyłanie informacji o kosztach połączeń na stację mobilną;

Faza 2 została zdefiniowana jako część Publikacji nr 97 i 98 w 1998 roku, chociaż znajdują się w niej odnośniki do wersji 1 specyfikacji Publikacji nr 96.

### Faza 3
Faza 3 standardu CAMEL poszerzała możliwości fazy 2 m.in. o:
- Możliwość omijania przeciążenia;
- Możliwość wspierania Dialled Services;
- Możliwość obsługi zdarzeń związanych z ruchem abonenta, takich jak brak zasięgu i roaming;
- Kontrolę sesji GPRS;

Faza 3 została opublikowana jako część Publikacji nr 99 oraz 4 dotyczących 3GPP w 1999 roku.

### Faza 4
Faza 4 została opublikowana jako część Publikacji nr 5 dotyczącej 3GPP w 2002 roku.